# Даль Карл Іванович
Карл Іва́нович Даль (1802 — 5 квітня 1828, Миколаїв) — морський офіцер Чорноморського флоту, астроном, брат письменника та лексикографа Володимира Івановича Даля. Брав активну участь у створенні та перших роках роботи Миколаївської морської обсерваторії.

## Біографія
Був одним із шести дітей у родині лікаря, статського радника Івана Матвійовича Даля та Юлії Христофорівни Даль (уродженої Фрейтаг). У 1814 році разом зі старшим братом Володимиром був відправлений на навчання до Морського кадетського корпусу в Санкт-Петербурзі.
Після закінчення корпусу в 1820 році (на рік пізніше за брата) отримав звання мічмана і був направлений на службу до Чорноморського флоту в Миколаєві, де вже служив його брат Володимир. У 1820–1821 та 1827 роках здійснював крейсерські походи в Чорному морі. У 1822–1824 роках брав участь у описі (картографуванні) узбережжя Чорного моря.
Карл Даль належав до кола найбільш освічених морських офіцерів свого часу і брав активну участь у науковому житті Миколаєва. Він долучився до створення Миколаївської морської обсерваторії, яка почала функціонувати у 1827 році. Разом із першим директором обсерваторії Карлом Христофоровичем Кнорре він проводив астрономічні спостереження. Його спостереження покриття зорі Місяцем 26 вересня 1827 року стало першим, проведеним на нововідкритій обсерваторії. Результати цих спостережень були опубліковані в авторитетному міжнародному астрономічному журналі Astronomische Nachrichten.
Деякий час Карл Даль жив разом із Кнорре у флігелі обсерваторії, що зберігся донині. Він часто входив до складу екзаменаційної комісії у штурманському училищі, де обидва викладали. У матеріалах 1833 року К. Х. Кнорре згадує Карла Даля разом з офіцерами Манганарі та Апостолі як автора та укладача карт узбережжя Чорного моря.
Карл Даль помер у Миколаєві 5 квітня 1828 року (за іншими даними — 1826 року) від сухот у молодому віці, що обірвало його плідну наукову діяльність.

## Зв'язки з Олександром Пушкіним та його оточенням
Під час служби в Миколаєві та Одесі Карл Даль входив до неформального літературного гуртка, що сформувався навколо родин Далів та Зонтагів. До цього кола належали також його брат Володимир, астроном Карл Кнорре, поет Є. П. Зайцевський, брати Рогулі та майбутній герой російсько-турецької війни Олександр Казарський.
У 1823 році, під час південного заслання Олександра Пушкіна, Карл Даль разом з Є. П. Зайцевським служив на бригу «Мінгрелія». Цей корабель заходив до Одеського порту, де Пушкін часто спілкувався з моряками.
Існує версія, що Карл Даль зображений на одному з малюнків Пушкіна, зробленому восени 1823 року. На цьому груповому портреті, зашифрованому ініціалами, дослідники ідентифікують Карла Даля (D), Олександра Казарського (Q), Федора Сільво (S), Віктора Фурньє (F) та Єфима Зайцевського (Z). Примітно, що над зображеннями Даля та Казарського Пушкін намалював сокиру, що деякі дослідники трактують як пророцтво їхньої передчасної смерті в Миколаєві.